# Georges Christoffel Maria Evers
Georges Christoffel Maria Evers (* 3. April 1950 in Valkenswaard/Niederlande; † 7. Juni 2003) war ein einflussreicher Pflegewissenschaftler, der weit über den europäischen Raum hinaus forschte, lehrte und politisch aktiv war.
Evers legte großen Wert auf die Analyse und empirische Überprüfbarkeit von Theorien als auch auf eine solide Begriffsbildung in der Krankenpflege. Als Lehrer regte er zum abstrakten, konsistenten Denken in relevanten Konzepten an. Zu diesem grundlegenden Verständnis von Pflege als Wissenschaft (Pflegewissenschaft) veröffentlichte er zahlreiche Bücher, die in verschiedene Sprachen übersetzt wurden. 
Professor Evers wurde 1991 als Professor für Pflegewissenschaft an die Katholieken Universiteit Leuven und 1997 neben dieser Tätigkeit an die Universität Witten/Herdecke berufen, als Lehrstuhlinhaber für klinische Pflegeforschung.
Evers zentrale Fragen, auf die er Forschung und Lehre basierte, resultierten aus der sinnvollen Verknüpfung seiner wissenschaftlichen Wurzeln:
- Erkennen wir genau die Personen, welche Pflege brauchen und davon profitieren können?
- Wie können wir effektiv und effizient pflegen unter Erhaltung des humanen Charakters der Pflege?

Sein Hauptanliegen, die Entwicklung und Förderung der europäischen Pflegewissenschaft, verfolgte er durch berufliche Aktivitäten in verschiedenen europäischen Ländern und seine engagierte Mitarbeit als Gründungsmitglied der European Academy of Nursing Science (EANS).
Georges C.M. Evers starb am 7. Juni 2003 in seiner häuslichen Umgebung nach kurzer schwerer Krankheit.